# Polystachya lineata
Polystachya lineata är en orkidéart som beskrevs av Heinrich Gustav Reichenbach. Polystachya lineata ingår i släktet Polystachya och familjen orkidéer. Inga underarter finns listade i Catalogue of Life.